# حق زندگی
حق زندگی اصلی است اخلاقی استوار بر این باور که انسان این حق را دارد که زندگی کند و هیچ انسان دیگری حق کشتن وی را ندارد. مفهوم حق زندگی در محور بسیاری از مجادله‌ها همچون اعدام، جنگ، سقط جنین، هومرگ و قتل موجه قرار دارد.
حق مردن در بیش‌تر طول تاریخ زندگی بشر، به عنوان حقی که فرد ذاتاً دارا بوده و نه اینکه از سوی جامعه یا صاحبان قدرت به عنوان یک مزیت فرد تفویض شده باشد، وجود نداشته‌است. با پیشرفت تمدن در جوامعی که کشتار جمعی یا برده‌داری به وفور در آن رواج داشته، به گونه‌ای که اربابان حق کشتن بردگان را دارا بوده‌اند، حق زندگی پدیدار شده و رشد کرده‌است. با پیشرفت و تکامل حقوق بشر در نقاط گوناگون جهان، حق زندگی نیز که یکی از اساسی‌ترین حقوق نخستین بشر است، به آرامی رشد و نمو پیدا کرده‌است؛ به ویژه در هزاره اخیر بیش‌تر قوانین در کشورها این حق را به رسمیت شناخته‌اند که نمونه‌هایی از آن را می‌توان در منشور کوروش کبیر و اعلامیه جهانی حقوق بشر) ملاحظه کرد.

## مجازات اعدام
برانداخت‌گرایان معتقدند مجازات اعدام حق زندگی را تضییع می‌کند. آنان ادعا دارند که حق زندگی اساسی‌ترین حق است که اعدام آن را بی‌دلیل زیر پا می‌گذارد و موجب شکنجه روانی شخص محکوم می‌شود.

## هومرگ
حق هر فرد برای خاتمه دادن به زندگی خود آن گونه که خود مایل است حق گزینش نام دارد. در حالی که مخالفان قانون اوتانازی از آن با عنوان حق زندگی یاد می‌کنند.

## اخلاق و حق زندگی
برخی باورمندان اصالت نفع معتقدند «حق زندگی» بسته به شرایط است و نه عضویت در یک جامعه انسانی به خصوص. پیتر سینگر یکی از طرفداران مهم این نظر است. برای او حق زندگی به معنای توانایی آزادانه برنامه‌ریزی کردن هر فرد برای آینده خودش است. این باور، حق زندگی را به دیگر موجودات غیرانسانی چون کپی‌ها بسط می‌دهد. اما به گفته سینگر، از آنجا که جنین‌های مرده، نوزادان و برخی معلولان توان‌خواه ذهنی این توانایی برنامه‌ریزی برای آینده را ندارند، در برخی شرایط ویژه، سقط جنین یا حتی نوزادکشی مانعی ندارد. به‌طور مثال زمانی که پزشکان اطمینان یابند که جنین در صورت تولد معلول خواهد بود، یا پدر و مادرش قادر به بزرگ کردنش نباشند و هیچ‌کس دیگر هم نخواهد که او را بزرگ کند.

## منطق قضایی
- در سال ۱۹۹۴ در قانون پلجیکا به این سبب که «هیچ چیز در دنیا ازلی نبوده‌است» حق زندگی به رسمیت شناخته شد.[۴]
- در اعلامیه استقلال ایالات متحده آمریکا به سال ۱۷۷۶ اعلام شد که "همه انسان‌ها برابر خلق شده‌اند، که الهه آفرینش حقوق بلاشرطی برای همه آن‌ها در نظر گرفته، حقوقی همچون حق زندگی کردن، آزاد بودن و به دنبال شادی بودن".
- در سال ۱۹۴۸ اعلامیه جهانی حقوق بشر تدوین شده توسط مجمع عمومی سازمان ملل متحد در بند سوم چنین در رابطه با حق زندگی بیان می‌دارد:

| « | هر انسانی حق زندگی، آزادی و امنیت فردی دارد. | » |

- در سال ۱۹۶۶ میثاق بین‌المللی حقوق مدنی و سیاسی که توسط مجمع عمومی سازمان ملل متحد ایجاد شد بیان می‌کند:

| «                                                                        | هر انسانی به صورت موروثی حق زندگی دارد و این حق می‌بایستی توسط قانون مورد حمایت قرار گیرد. هیچ انسانی نباید به‌طور دلبخواهی از این حق محروم شود. | » |
| —Article 6.1 of the International Covenant on Civil and Political Rights | |   |

- قانون اساسی آلمان شان انسان را حتی فراتر از حق زندگی می‌شناسد.
- بند ۲۱ قانون اساسی هند که در سال ۱۹۵۰ به رسمیت شناخته شد، از حق زندگی همه انسان‌هایی که در مرزها و ایالت‌های این کشور می‌زیند را پشتیبانی می‌کند: "هیچ انسانی نمی‌بایست از حق زندگی و آزادی فردی محروم شود مگر بنا بر روند قانونی.